# Emmekalv

Emmekalv är en by i Döderhults socken i Oskarshamns kommun. Emmekalvs bykärna ingår numera i tätorten Emsfors.
Emmekalv omtalas i dokument första gången 1311 (i Æmbakalff) då Birger Persson bytte bort en gård här till Katarina, Anna Bille på Steninge i Husby socken. Möjligen ägde släkten ännu en gård här då en gård med 10 spannar utsäde i Emmekalv upptas i jordeboken över Israel Birgerssons efterlämnade gods, troligen från 1351. En gård Emmekalv upptas i Sten Sture den äldres jordebok omkring 1495, vilken troligen är densamma som den som ärvs efter av Erik Eriksson (Gyllenstierna) den yngre 1500 och den torde vara densamma som från 1526 finns med i Gustav Vasas jordeböcker som arv och eget. Gården räntade 1500 årligen ett pund smör, för tillhörande laxfiske i Emån räntades en tunna smör. En annan gård ärvdes på 1520-talet av Ture Pedersson (Bielke) och räknas under 1500-talet som ett mantal frälse. Denna gård räntade i de äldsta dokumenten en tunna smör, senare från 1550-talet 4 pund smör, 6 1/2 örtugar, ett lamm, 2 höns, 20 ägg och 3 mark hampa årligen.
I slutet av 1600-talet fanns åtta hushåll i Emmekalv. Åtminstone från 1663 fanns Emmekalvs krog i byn. Emmekalv drabbades hårt av pesten 1710-1711, under 1710 dog 14 personer i byn, under 1711 8 personer. Storskifte förrättades 1778. I samband med det fanns en bonde på Emmekalv 1, 1/8 mantal skatte, en bonde och gästgivare på Emmekalvs krog (Emmekalv 2), 1/2 mantal skatte och tre bönder på Emmekalv 3, 1/2 mantal frälse. Emmekalv 1 fungerade även som postgård. 1874 uppfördes fastigheten Strömsholm på Emmekalvs ägor. Senare bedrevs affär, slakteri och bryggeri i fastigheten.
Torp under Emmekalv var Skälevik, Emmefors, Bäckebo, Maren, Nybygget, Nappen och Emmekalvs torp. Under Emmekalv fanns även ett båtsmanstorp. Vid Sjöbodbergets östra sida låg tidigare byns sjöbodar.